# Municipio Roma V
Il Municipio Roma V è la quinta suddivisione amministrativa di Roma Capitale.
È stato istituito dall'Assemblea Capitolina, con la delibera n.11 dell'11 marzo 2013, per accorpamento dei precedenti municipi Roma VI (già "Circoscrizione VI") e Roma VII (già "Circoscrizione VII").

## Parchi e Ville
- Parco di Centocelle (Comprensorio Ad Duas Lauros)
- Villa Gordiani (Comprensorio Ad Duas Lauros)
- Villa De Sanctis (Comprensorio Ad Duas Lauros)
- Parco Giovanni Palatucci, detto Parco di Tor Tre Teste (Comprensorio Mistica - Tor Tre Teste - Casa Calda)
- Parco delle Energie e lago ex SNIA - Viscosa (Area industriale dismessa ex fabbrica SNIA Viscosa - Comprensorio Ad Duas Lauros)
- Parco Somaini (Comprensorio Ad Duas Lauros)
- Parco del Torrione Prenestino (Comprensorio Ad Duas Lauros)
- Parco Giordano Sangalli
- Parco Fabio Montagna (La Rustica)
- Parco Caduti di Marcinelle (La Rustica)

## Biblioteche
- Teatro Biblioteca Quarticciolo, su via Castellaneta.
- Gianni Rodari, su via Francesco Tovaglieri.
- Goffredo Mameli, su via del Pigneto.
- Lorenzo Lodi, su via di Tor Sapienza, interna all'ITIS Giovanni XXIII.
- Penazzato, su via Dino Penazzato.

## Monumenti e luoghi di interesse
- Torrione prenestino
- Sepolcro di largo Preneste
- Colombario di via Olevano Romano
- Tor de' Schiavi

## Geografia antropica

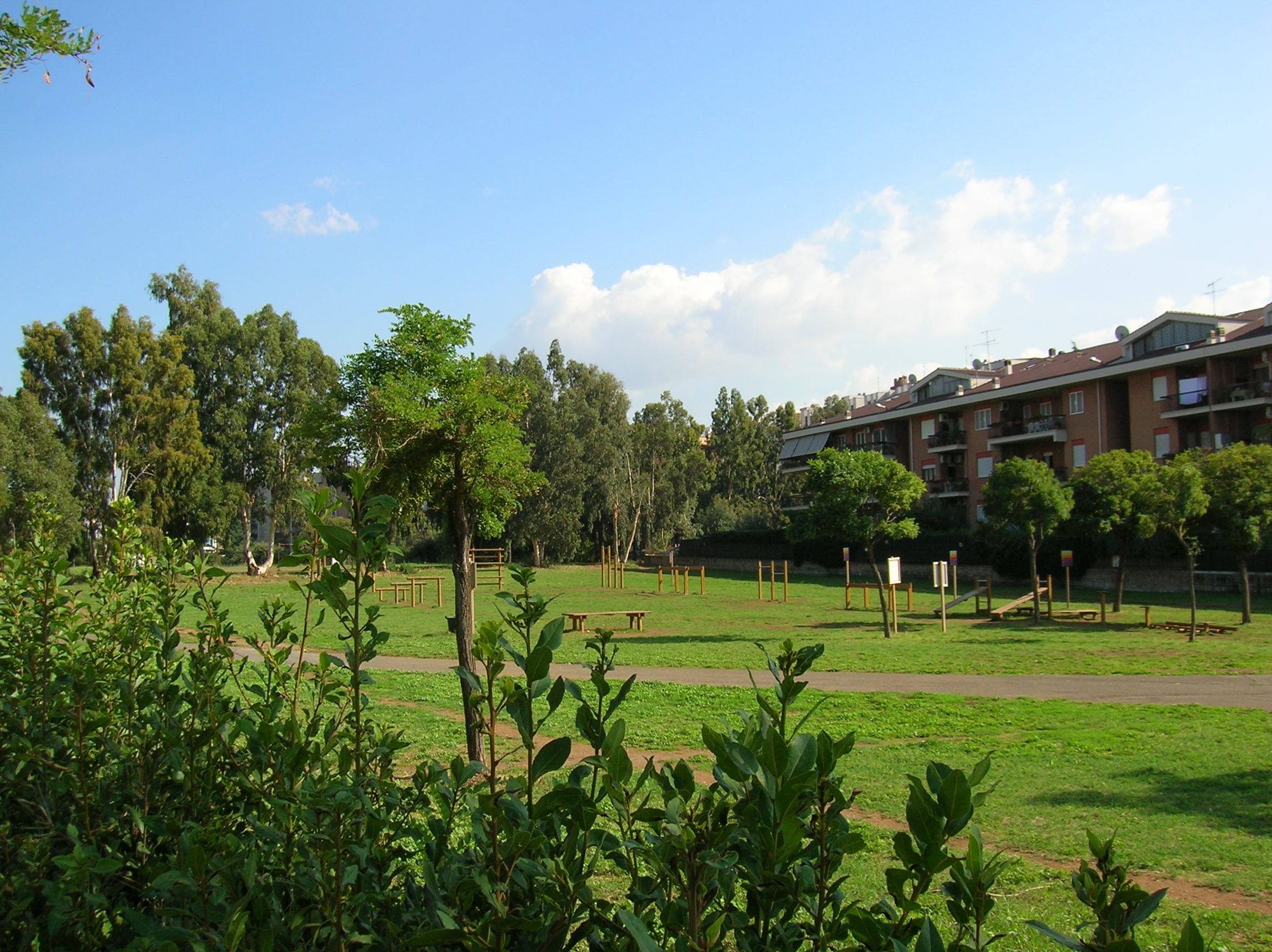
Il Parco di Tor Tre Teste

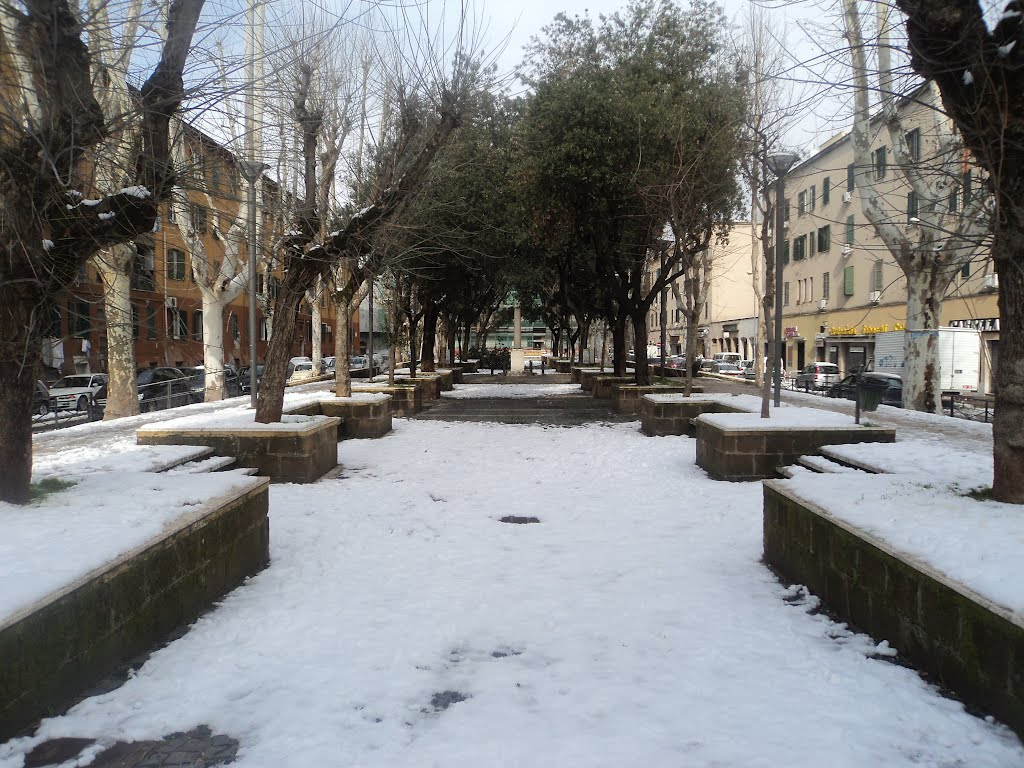
Piazza del Quarticciolo durante la neve del febbraio 2012

### Suddivisioni storiche
Nel territorio del Municipio insistono i seguenti comprensori toponomastici di Roma Capitale:
Quartieri
- Q. VII Prenestino-Labicano (parte), Q. VIII Tuscolano (parte), Q. XXII Collatino, Q. XIX Prenestino-Centocelle, Q. XXIII Alessandrino e Q. XXIV Don Bosco

Zone
- Z. VII Tor Cervara, Z. VIII Tor Sapienza e Z. XII Torre Spaccata

### Suddivisioni amministrative
La suddivisione urbanistica del territorio comprende le quattro zone urbanistiche dell'ex Municipio Roma VI e le otto dell'ex Municipio Roma VII. La sua popolazione è così distribuita:
| Municipio Roma V                 | Municipio Roma V | Municipio Roma V | Municipio Roma V                                   |
| -------------------------------- | ---------------- | ---------------- | -------------------------------------------------- |
| Denominazione                    | Superficie       | Abitanti         | Mappa delle zone urbanistiche del Municipio Roma V |
| 6A Torpignattara                 | 2,27 km²         | 47 029           | Mappa delle zone urbanistiche del Municipio Roma V |
| 6B Casilino                      | 2 km²            | 10 397           | Mappa delle zone urbanistiche del Municipio Roma V |
| 6C Quadraro                      | 1,53 km²         | 20 460           | Mappa delle zone urbanistiche del Municipio Roma V |
| 6D Gordiani                      | 1,77 km²         | 40 955           | Mappa delle zone urbanistiche del Municipio Roma V |
| 7A Centocelle                    | 3,07 km²         | 53 194           | Mappa delle zone urbanistiche del Municipio Roma V |
| 7B Alessandrina                  | 3,12 km²         | 26 552           | Mappa delle zone urbanistiche del Municipio Roma V |
| 7C Tor Sapienza                  | 2,15 km²         | 12 306           | Mappa delle zone urbanistiche del Municipio Roma V |
| 7D La Rustica                    | 1,8 km²          | 9 937            | Mappa delle zone urbanistiche del Municipio Roma V |
| 7E Tor Tre Teste                 | 1,29 km²         | 10 670           | Mappa delle zone urbanistiche del Municipio Roma V |
| 7F Casetta Mistica               | 3,29 km²         | 862              | Mappa delle zone urbanistiche del Municipio Roma V |
| 7G Centro Direzionale Centocelle | 1,81 km²         | 1 212            | Mappa delle zone urbanistiche del Municipio Roma V |
| 7H Omo                           | 2,81 km²         | 1 971            | Mappa delle zone urbanistiche del Municipio Roma V |
| Non localizzati                  | –                | 4 487            | Mappa delle zone urbanistiche del Municipio Roma V |
| Totale                           | 26,92 km²        | 240 032          | Mappa delle zone urbanistiche del Municipio Roma V |

## Infrastrutture e trasporti
|  | È raggiungibile dalle stazioni di Palmiro Togliatti, Tor Sapienza, La Rustica Città e La Rustica U.I.R.. |

|  | È raggiungibile dalle stazioni: Alessi, Berardi, Tor Pignattara, Balzani, Centocelle, Togliatti e Filarete. |

Il Trasporto pubblico nel municipio è assicurato tramite vari accessi a linee ferroviarie e metrotranviarie: infatti il municipio è raggiungibili tramite la linea Ferrovia Roma-Giardinetti nonché tramite la linea FL2 che collega la Stazione di Roma Tiburtina a Tivoli.

## Amministrazione
| Periodo | Periodo   | Primo cittadino    | Partito             | Carica     | Note  |
| ------- | --------- | ------------------ | ------------------- | ---------- | ----- |
| 2013    | 2016      | Giammarco Palmieri | Partito Democratico | Presidente |       |
| 2016    | 2021      | Giovanni Boccuzzi  | Movimento 5 Stelle  | Presidente | [ 7 ] |
| 2021    | In carica | Mauro Caliste      | Partito Democratico | Presidente |       |